# Ferrari (filme)
Ferrari (bra/prt: Ferrari) é um longa-metragem cinebiográfico estadunidense lançado em 2023 dirigido por Michael Mann, e escrito por Troy Kennedy Martin acerca de Enzo Ferrari, interpretado por Adam Driver, fundador da fabricante de carros, Ferrari. Baseado na obra biográfica Enzo Ferrari: The Man and the Machine escrita pelo jornalista automobilístico Brock Yates; o longa ainda tem em seu elenco: Penélope Cruz, Shailene Woodley, Gabriel Leone, Sarah Gadon, Jack O'Connell e Patrick Dempsey.
Sua estreia foi na 80º edição do Festival Internacional de Cinema de Veneza em setembro de 2023, onde concorreu na competição principal pelo Urso de Ouro. Por sua vez, nos cinemas, estreiou em 25 de Novembro de 2023 nos Estados Unidos pela Neon.

## Premissa
Ambientado durante o verão de 1957, a narrativa segue o ex-piloto de Fórmula 1, Enzo Ferrari em crise. A falência persegue a empresa que ele e sua esposa, Laura, construíram do nada 10 anos antes. Seu casamento tempestuoso encontra-se em crise por conta do luto de seu único filho. Ferrari luta pelo reconhecimento de terceiros. A ânsia de vitória de seus pilotos os leva ao limite. Ele aposta tudo em uma corrida de dados, a traiçoeira corrida de 1.000 milhas pela Itália, a icônica Mille Miglia.

## Elenco
- Adam Driver como Enzo Ferrari
- Penélope Cruz como Laura Ferrari
- Shailene Woodley como Lina Lardi
- Gabriel Leone como Alfonso de Portago
- Sarah Gadon como Linda Christian
- Jack O'Connell como Peter Collins
- Patrick Dempsey como Piero Taruffi
- Michele Savoia como Carlo Chiti
- Erik Haugen como Edmund Nelson
- Andrea Dolente como Gino Rancati
- Giuseppe Bonifati como Giacomo Cuoghi

## Produção
Michael Mann começou a explorar a realização do filme por volta de 2000, tendo discutido o projeto com Sydney Pollack. Em agosto de 2015, Christian Bale entrou em negociações para estrelar como Ferrari. As filmagens foram planejadas para começar no verão de 2016 na Itália. Em outubro de 2015, a Paramount Pictures comprou os direitos de distribuição mundial do filme.
Bale saiu do filme em janeiro de 2016 devido a preocupações de atender aos requisitos de peso para o papel antes do início da produção. O projeto parou até abril de 2017, quando Hugh Jackman entrou em negociações para retratar a Ferrari, e Noomi Rapace como sua esposa e com a Paramount não mais envolvida. Novamente o projeto ficara inativo até junho de 2020, apesar de Mann e Jackman ainda na produção, Rapace não estava mais envolvida e a STX assumira a distribuição internacional, com as filmagens marcadas para abril de 2021.
Em fevereiro de 2022, Jackman deixou o filme, e a vaga para protagonizar como Ferrari fora assumida por Adam Driver. Penélope Cruz e Shailene Woodley juntaram-se ao elenco. Ao mesmo tempo, STX também garantiu os direitos de distribuição nos Estados Unidos do filme com um lançamento nos cinemas planejado. Em julho, Gabriel Leone, Sarah Gadon, Jack O'Connell e Patrick Dempsey também foram adicionados ao elenco. A pré-produção começou em abril de 2022, com as filmagens originalmente marcadas para começar em julho na Modena, uma comuna italiana.
As filmagens iniciaram no dia 17 de agosto de 2022, na Itália. Na Brescia houve diárias no mês de outubro, neste mesmo mês encerrou-se a etapa de gravações do filme.

## Lançamento
Um primeiro look foi lançado em outubro de 2022, com duas fotos. A estreia mundial do filme está marcada ao 80º Festival Internacional de Cinema de Veneza, em setembro de 2023. Originalmente programado para ser lançado pela STXfilms nos Estados Unidos, os direitos de distribuição estadunidenses do filme foram adquiridos pela Neon em julho de 2023 após uma guerra de lances que também incluía A24 e um serviço de streaming sem nome. Sua estreia nos cinemas nos Estados Unidos foi em 25 de dezembro de 2023. Sua estreia no Reino Unido foi realizada pela Sky Cinema e Now em 2023 com a STX garantingo  todos os direitos de distribuição internacional.
Em Portugal, o filme foi lançado em 4 de janeiro de 2024, e no Brasil, o filme foi lançado em 22 de fevereiro de 2024.

## Recepção

### Bilheteria
Ferrari arrecadou US$ 18,4 milhões nos Estados Unidos e no Canadá, e US$ 19,1 milhões em outros países, totalizando US$ 37,6 milhões no mundo.

### Resposta da crítica
No site agregador de críticas Rotten Tomatoes, 72% das 230 resenhas dos críticos são positivas, com uma classificação média de 6,6/10. O consenso do site diz: "Elegante e bem atuado, Ferrari supera sua narrativa ocasionalmente fraca para entregar um filme biográfico estimulante e admiravelmente complexo." O Metacritic, que usa uma média ponderada, atribuiu ao filme uma pontuação de 72 em 100, baseado em 55 críticos, indicando críticas "geralmente favoráveis". O público pesquisado pelo CinemaScore deu ao filme uma nota média de "B" em uma escala de A+ a F, enquanto o PostTrak relatou que 74% dos espectadores deram uma pontuação positiva.

### Indicações
| Ano  | Premiação / Festival de Cinema             | Categoria   | Indicado(s)  | Resultado | Ref(s) |
| ---- | ------------------------------------------ | ----------- | ------------ | --------- | ------ |
| 2023 | Festival Internacional de Cinema de Veneza | Golden Lion | Michael Mann | Pendente  | [ 31 ] |